# Sant’Andrea della Valle (Kardinalstitel)
Der Titel eines Kardinalpriesters von Sant’Andrea della Valle (lateinisch Titulus Sancti Andreae Apostoli de Valle) wurde von Papst Johannes XXIII. 1960 mit der Apostolischen Konstitution Quandoquidem in more an der heutigen Basilika (seit 1965) Sant’Andrea della Valle neu geschaffen.

## Titelinhaber

### Aktueller Kardinalpriester
| Name                   | Land                         | Geboren       | Alter 1 | Ernennung 2   | durch Papst | Anmerkungen           |
| ---------------------- | ---------------------------- | ------------- | ------- | ------------- | ----------- | --------------------- |
| Nzapalainga, Dieudonné | Zentralafrikanische Republik | 14. März 1967 | 58      | 19. Nov. 2016 | Franziskus  | Erzbischof von Bangui |

### Bisherige Kardinalpriester
Erster Titelinhaber war Luigi Traglia (1895–1977), den Johannes XXIII. im Rahmen des Konsistoriums vom 28. März 1960 zum Kardinal kreiert hatte.
| Name               | Land        | Geboren       | Verstorben    | Ernennung      | durch Papst       | Anmerkungen                 |
| ------------------ | ----------- | ------------- | ------------- | -------------- | ----------------- | --------------------------- |
| Canestri, Giovanni | Italien     | 30. Sep. 1918 | 29. Apr. 2015 | 28. Juni 1988  | Johannes Paul II. | Erzbischof von Genua-Bobbio |
| Hoeffner, Joseph   | Deutschland | 24. Dez. 1906 | 16. Okt. 1987 | 28. April 1969 | Paul VI.          | Erzbischof von Köln         |
| Traglia, Luigi     | Italien     | 3. Apr. 1895  | 22. Nov. 1977 | 28. März 1960  | Johannes XXIII.   | Zuletzt Kardinaldekan       |